# Bellevalia brevipedicellata
Bellevalia brevipedicellata ist eine Pflanzenart aus der Gattung Bellevalia in der Familie der Spargelgewächse (Asparagaceae).

## Beschreibung
Bellevalia brevipedicellata ist eine ausdauernde Zwiebelpflanze, die Wuchshöhen von 6 bis 18 Zentimetern erreicht. Die Laubblätter sind bandförmig, 10 bis 40 Millimeter breit und am Rand oft etwas gewellt.
Die Blüten stehen zu 9 bis 30 in einer zylindrischen Traube; viele davon sind steril. Die Blütenstiele sind 0,5 bis 1,5 Millimeter lang. Die Blüten sind 5,5 bis 7 Millimeter groß, kurz röhrig und weiß gefärbt; die Zipfel sind rosa mit grünem Streifen. Die bis zu zehn Kapseln je Traube sind 8 bis 13 mm lang und 8 bis 11 mm breit.
Die Blütezeit reicht von Januar bis März.
Bellevalia brevipedicellata besitzt einen diploiden Chromosomensatz; die Chromosomenzahl beträgt 2n = 8.

## Vorkommen und Gefährdung
Bellevalia brevipedicellata ist auf Kreta im Regionalbezirk Chania endemisch und kommt im Südwesten der Hauptinsel und auf den vorgelagerten Inseln Gavdos und Gavdopoula vor. Die Art wächst in Phrygana auf steinigem bis felsigem, kalkhaltigem Substrat in Höhenlagen von 0 bis 250 Metern. Sie wird in der Roten Liste gefährdeter Arten Griechenlands als gefährdet („Vulnerable“) eingestuft.

## Ähnliche Arten
Bellevalia sitiaca, eine sehr ähnliche, daher zeitweise Bellevalia brevipedicellata zugeordnete, aber tetraploide, in der Präfektur Lasithi endemische Art, wurde 1999 neu beschrieben. Beide Arten wurden wegen ihrer großen Kapseln schon mit der auf Kreta fehlenden Muscari macrocarpum verwechselt.